# Кривченя Олексій Пилипович
Олекс́ій Пил́ипович Кривч́еня (*30 липня (12 серпня) 1910, Одеса — †10 березня 1974, Москва) — український та радянський оперний співак (бас). Заслужений артист РРФСР (1945). Народний артист РРФСР (1951). Народний артист СРСР (1956).

## Життєпис
Народився в Одесі. Вокальну освіту здобув в Одеській консерваторії (1933-38, клас В. Селявіна). У 1936-38 — соліст Одеської філармонії, 1938-40 —- Донецького, 1940-44 — Дніпропетровського, 1944-49 — Новосибірського театрів опери та балету.
У 1949-62 — соліст Великого театру СРСР.
Помер у Москві.

## Творчість
Голос Кривчені відзначався красивим тембром, великим наповненням. Виконавська майстерність характеризувалась благородною простотою, яскравим мистецтвом перевтілення, глибоким психологізмом. Найвище досягнення — партія Івана Хованського в опері «Хованщина» Мусоргського. Серед інших партій: Карась («Запорожець за Дунаєм» Гулака-Артемовського), Виборний, Тарас («Наталка Полтавка», «Тарас Бульба» Лисенка), Годунов («Борис Годунов» Мусоргського), Руслан, Сусанін («Руслан і Людмила», «Життя за царя» Глінки), Мельник («Русалка» Даргомижського), Кончак («Князь Ігор» Бородіна), Пестель, Бестужев («Декабристи» Шапоріна), Сторожев («В бурю» Хрєнникова), Микита Вершинін («Микита Вершинін» Кабалевського, перше виконання), Кутузов, Комісар («Війна і мир», «Повість про справжню людину» Прокоф'єва, перше виконання), Дон Базіліо («Севільський цирульник» Россіні).
Вів активну концертну діяльність, пропагуючи твори українських композиторів, а також народні пісні. Знімався в фільмах «Борис Годунов» (1956, Варлаам), «Хованщина» (1959, Іван Хованський). У 1956 співав прем'єру «Тараса Бульби» Лисенка в Києві. Гастролював за рубежем (Румунія, Болгарія, Югославія, НДР, Польща, Франція, Японія, Угорщина).
Наспівав на грампластинки фрагменти з опер російських та зарубіжних композиторів, а також українську народну пісню «Ой важу я, важу» (обр. О. Чишка) та романс Лисенка «Доля» на слова Т. Шевченка.
Сталінська премія (1951, за виконання ролі Івана Хованського в опері «Хованщина» Мусоргського).

## Фільмографія
- «Борис Годунов» (1954, фільм-опера; монах Варлаам)
- «Хованщина» (1959, фільм-опера; князь Іван Хованський)
- «Викрадачі фарб» (1959, мультфільм; озвучування — Чорний)
- «Анна Снегіна» (1969, фільм-спектакль; мірошник)
- «Русалка» (1971, фільм-спектакль)
- «Був справжнім трубачем» (1973, Степан Пархоменко, актор)